# Cardiotomia
La  cardiotomia è una procedura chirurgica in cui viene fatta un'incisione sul cuore. Durante l'intervento chirurgico, ad esempio nella cardiomiopatia ipertrofica, può essere utilizzata per l'aspirazione di sangue attraverso una Yankauer.